# كايل أبوت
كايل أبوت (18 يونيو 1987 في جنوب أفريقيا - ) (بالإنجليزية: Kyle Abbott)‏ هو لاعب كريكت جنوب أفريقي. شارك مع منتخب جنوب أفريقيا الوطني للكريكت. أما مع النوادي، فقد لعب مع تشيناي سوبر كينغز وKwaZulu-Natal Inland (cricket team) ‏ ونادي مقاطعة ورسسترشاير للكريكيت ‏ ونادي مقاطعة هامبشاير للكريكت ‏ وبنجاب كينغز وفريق كوازولو ناتال للكريكت ‏.

## وصلات خارجية
- كايل أبوت على موقع إي آس بي آن كريك إنفو (الإنجليزية)